# Haval H5
Der Great Wall Hover (bis 2010), Great Wall Haval H5 (2010–2013), Haval H5 (seit 2013), Great Wall Haval H3 (für die Einstiegsversion) oder Great Wall X 240 (in Australien bis 2011) ist ein SUV des chinesischen Automobilherstellers Great Wall Motor.

## 1. Generation (2006–2021)
| Sterne im C-NCAP-Crashtest (2007) |

| Sterne im ANCAP-Crashtest (2009) |

Der Hover kam 2006 in China auf den Markt und wurde ab 2007 auch in mehreren Ländern Europas vertrieben. In Italien wurde er auch als Benziner mit Gasanlage (Euro-4-Norm) ausgeliefert. Auf der Beijing Auto Show 2010 präsentierte Great Wall mit dem Haval H5 eine überarbeitete Version des Fahrzeugs. Diese war seitdem in zwei verschiedenen Varianten, der GKC Edition (2010–2011) bzw. Zhizun (2011) für den asiatischen Markt und dem European Style für den europäischen Markt, verfügbar.

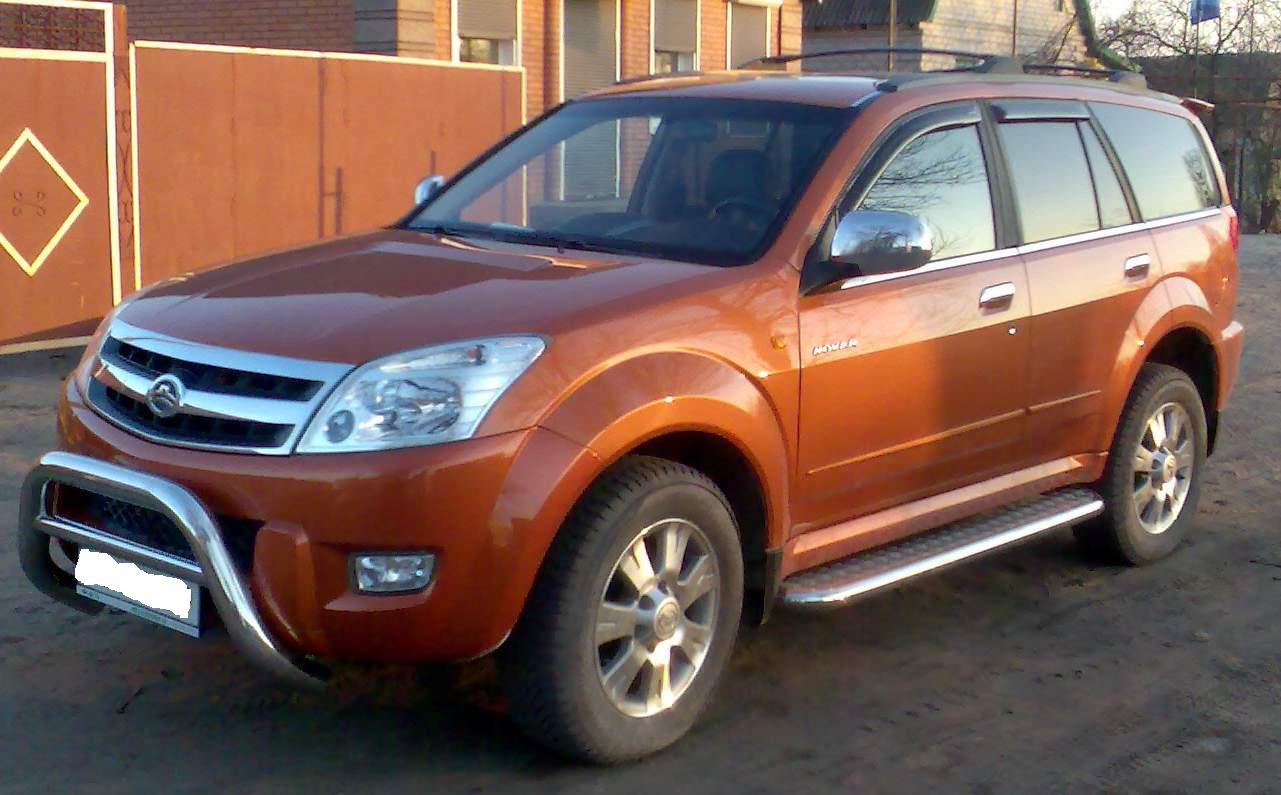
Great Wall Hover (2006–2010)
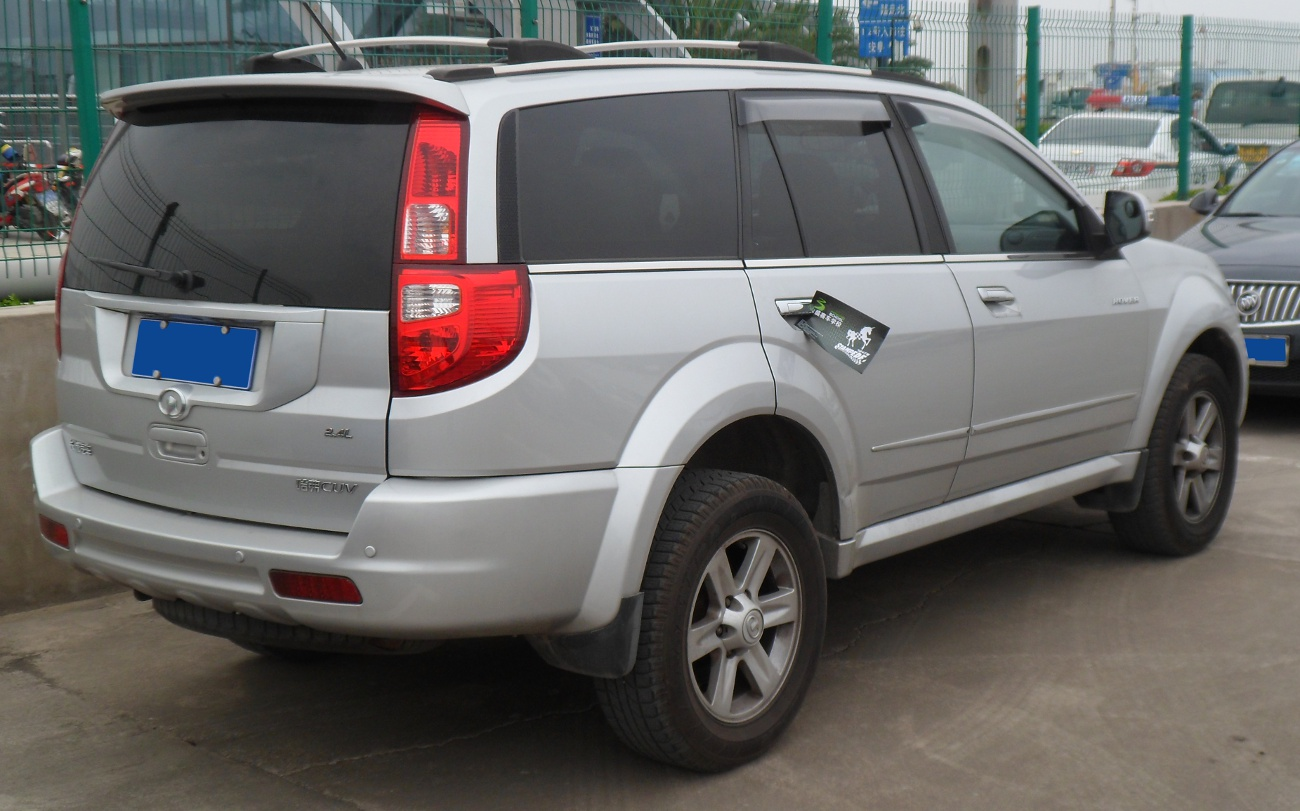
Heckansicht
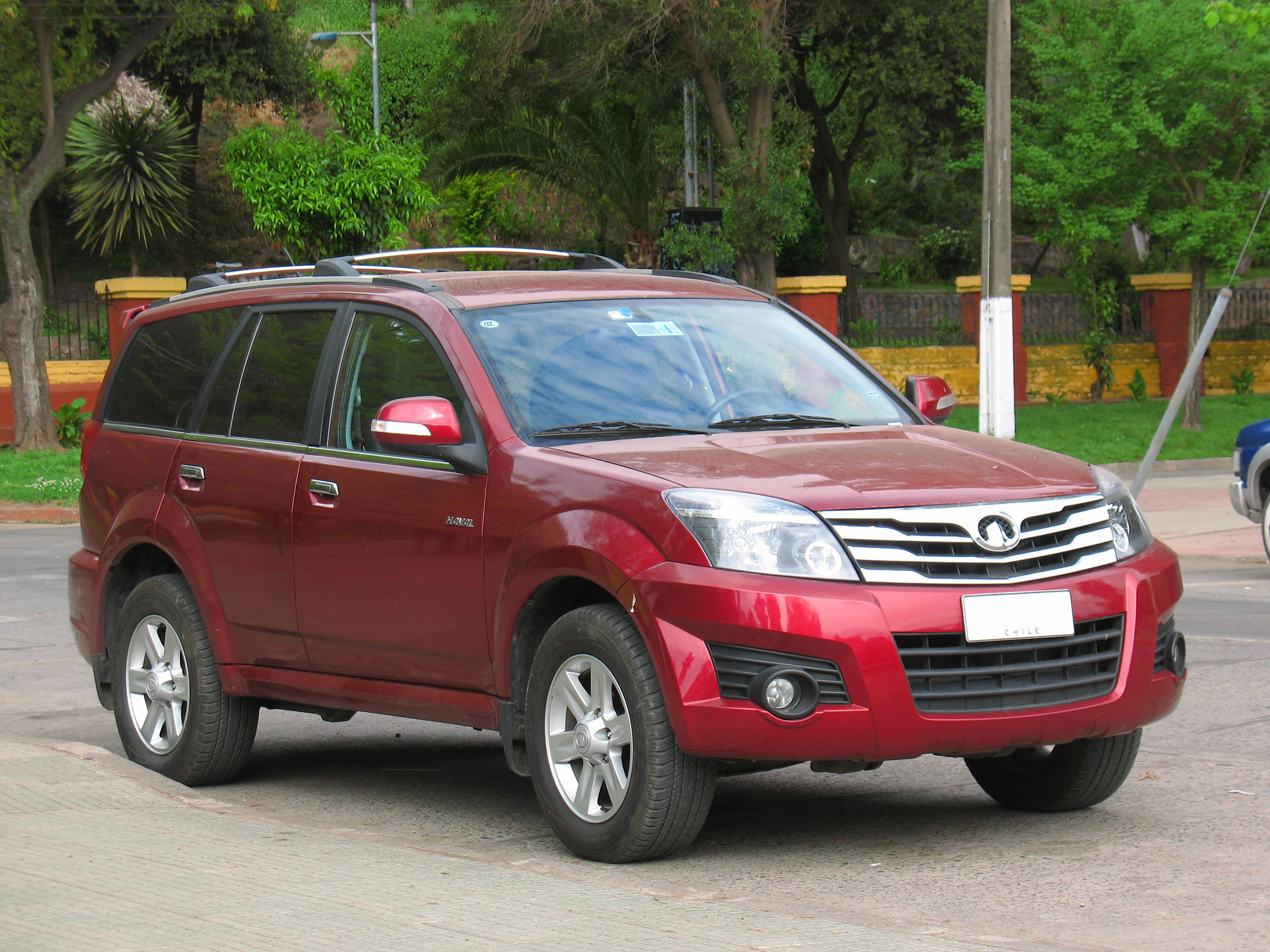
Great Wall Haval H3
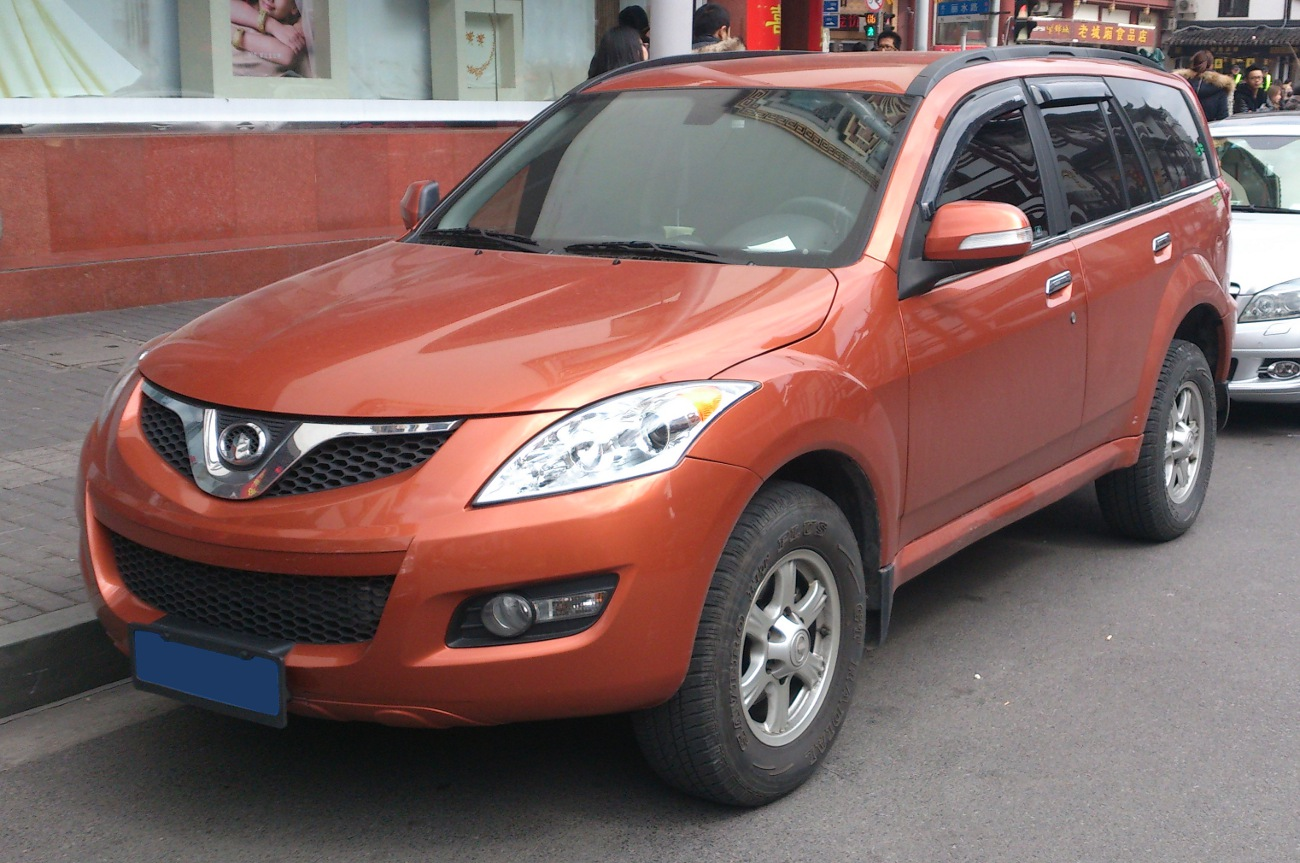
Great Wall Haval H5, European Style (2010–2014)
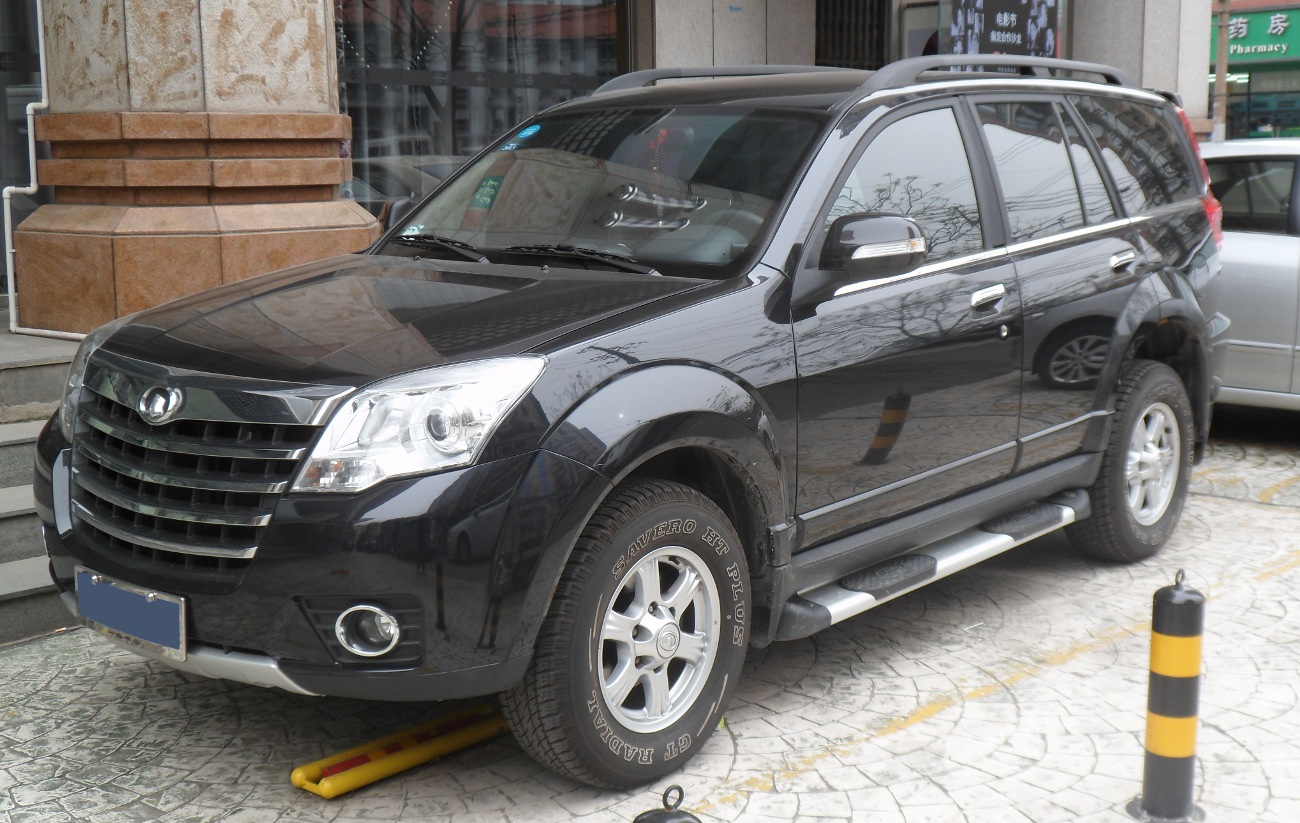
Great Wall Haval H5, GKC Edition (2011–2014)
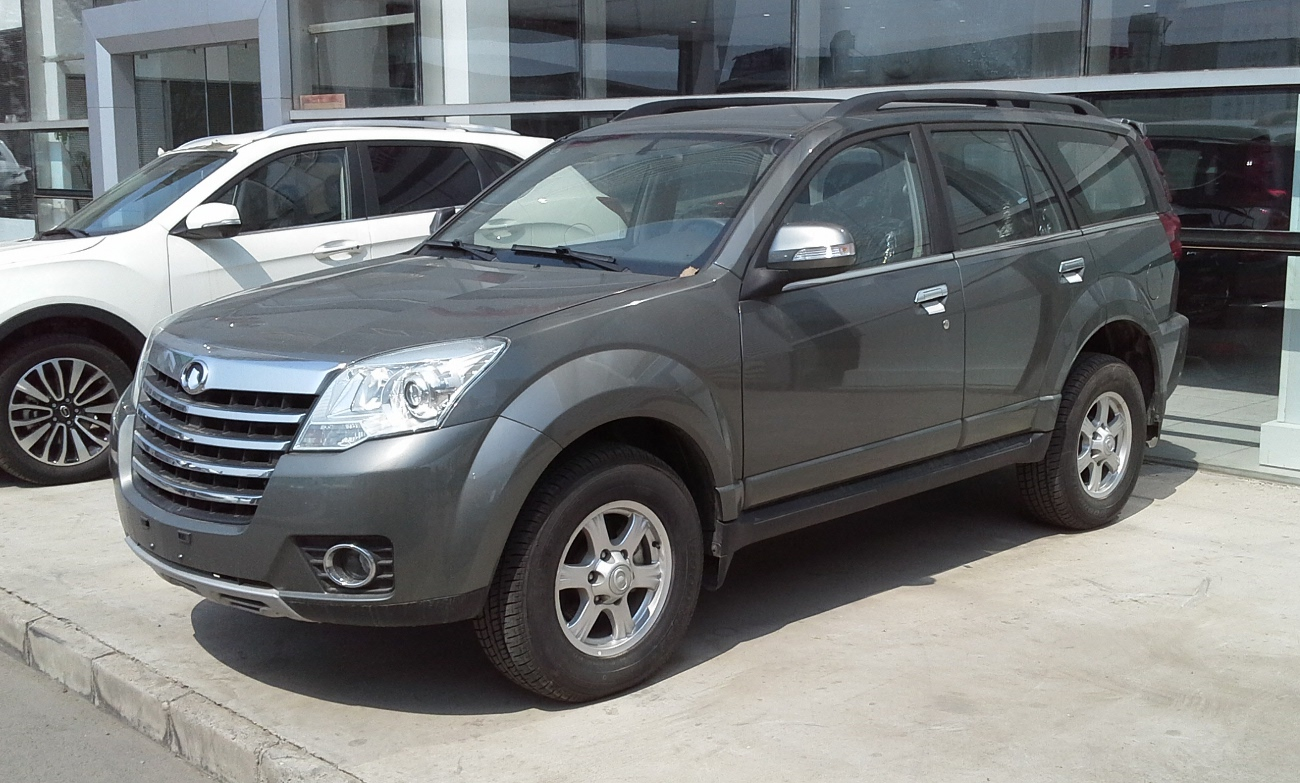
Great Wall Haval H5, Zhizun (2011–2014)

### Antrieb
Angetrieben wird der Haval H3 von einem von Mitsubishi Motors stammenden 2,0-Liter-Motor mit 90 kW (122 PS). Der Hover war mit insgesamt vier Motoren, darunter – in China eine Rarität – zwei Dieselmotoren erhältlich. Ein Allradantrieb ist nur für den Hover optional erhältlich. ABS ist bei allen Versionen serienmäßig; Airbags für Fahrer und Beifahrer nur beim Haval H3, wogegen sie beim Hover optional sind.

#### Technische Daten (2010–2021)
|                                             | 2.0T                      | 2.0T                      | 2.4                    | 2.0 TD                      | 2.0 TD                      |
| Bauzeitraum                                 | 2010–2015                 | 2013–2021                 | 2010–2013              | 2013–2016                   | 2010–2021                   |
| Motorkenndaten                              |                           |                           |                        |                             |                             |
| Motortyp                                    | R4-Ottomotor              | R4-Ottomotor              | R4-Ottomotor           | R4-Dieselmotor              | R4-Dieselmotor              |
| Hubraum                                     | 1997 cm³                  | 1997 cm³                  | 2378 cm³               | 1996 cm³                    | 1997 cm³                    |
| max. Leistung bei min−1                     | 90 kW (122 PS) / 5250     | 140 kW (190 PS) / 5200    | 100 kW (136 PS) / 5250 | 100 kW (136 PS) / 4000      | 110 kW (150 PS) / 4000      |
| max. Drehmoment bei min−1                   | 170 Nm / 2500–3000        | 250 Nm / 2400–4800        | 200 Nm / 2500–3000     | 320 Nm / 1350–2800          | 320 Nm / 1400–2800          |
| Kraftübertragung                            |                           |                           |                        |                             |                             |
| Antrieb, serienmäßig                        | Hinterradantrieb          | Hinterradantrieb          | Hinterradantrieb       | Hinterradantrieb            | Hinterradantrieb            |
| Antrieb, optional                           | (Allradantrieb)           | (Allradantrieb)           | (Allradantrieb)        | (Allradantrieb)             | (Allradantrieb)             |
| Getriebe, serienmäßig                       | 5-Gang-Schaltgetriebe     | 6-Gang-Schaltgetriebe     | 5-Gang-Schaltgetriebe  | 6-Gang-Schaltgetriebe       | 5-Gang-Automatikgetriebe    |
| Messwerte                                   |                           |                           |                        |                             |                             |
| Höchstgeschwindigkeit                       | 180 km/h                  |                           | 171 km/h               |                             | 180 km/h                    |
| Beschleunigung, 0–100 km/h                  |                           |                           | 12,8 s                 |                             |                             |
| Kraftstoffverbrauch auf 100 km (kombiniert) | 8,8 l Super (9,1 l Super) | 8,3 l Super (8,7 l Super) | 11,7 l Super           | 7,4 l Diesel (7,5 l Diesel) | 8,8 l Diesel (9,0 l Diesel) |
| Tankinhalt                                  | 70 l                      | 70 l                      | 70 l                   | 70 l                        | 70 l                        |

### Hover Pi

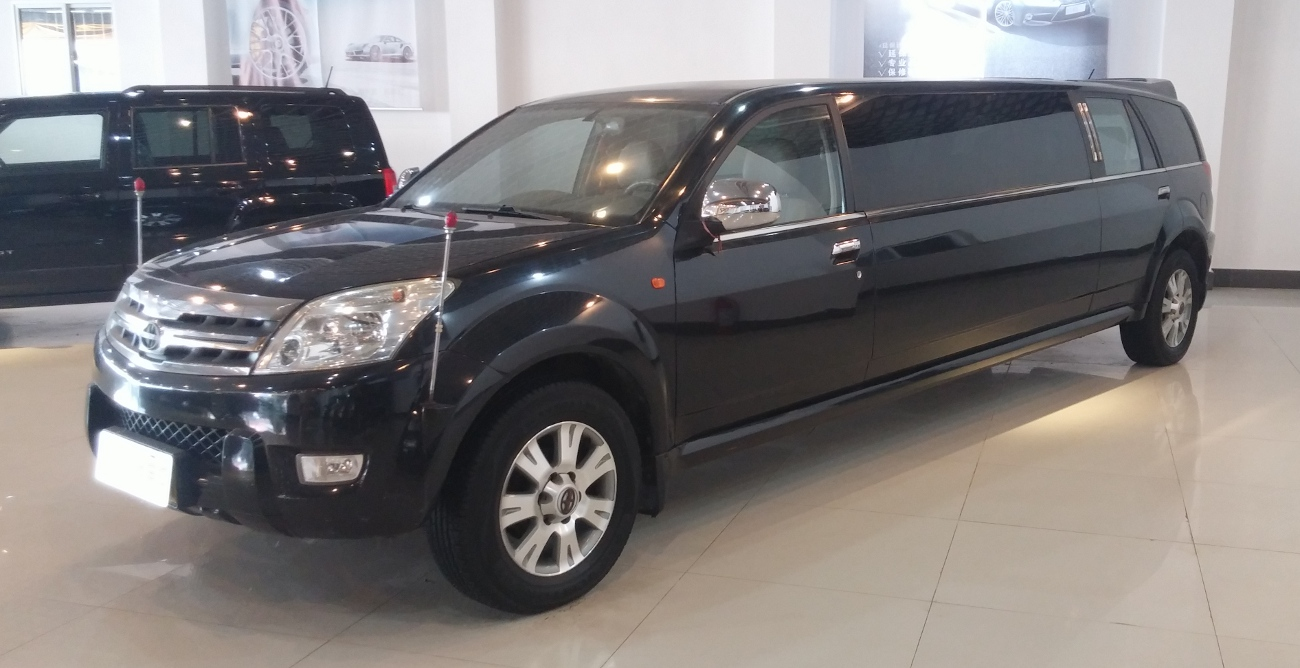
Hover Pi

Der Hover wird auch in Form einer Stretch-Limousine mit einer Länge von 6,70 Meter und einem Radstand von 4,80 Metern angeboten. Dieses Fahrzeug wird Hover Π („Pi“) genannt. In diesem wird ein 2,4-Liter-Motor mit 92 kW (125 PS) verwendet.

### Sicherheit
In einem 2007 durchgeführten Crashtest nach C-NCAP (ähnlich Euro-NCAP-Norm) erreicht der Wagen 4 von 5 Sternen. Das gleiche Ergebnis erzielte 2010 ein Test in Australien, wobei offenbar nur die Insassen-Sicherheit bewertet wurde.

## 2. Generation (seit 2023)
Eine neue Generation des H5 wurde im März 2023 vorgestellt. Seit August 2023 wird sie auf dem chinesischen Heimatmarkt verkauft. Der russische Markt folgte im August 2024. Im Gegensatz zur ersten Generation der Baureihe ist die zweite Generation mit 5,19 Metern deutlich länger, was insbesondere daran liegt, dass sich das Fahrzeug die Technik mit dem Pick-up Great Wall King Kong Pao teilt.

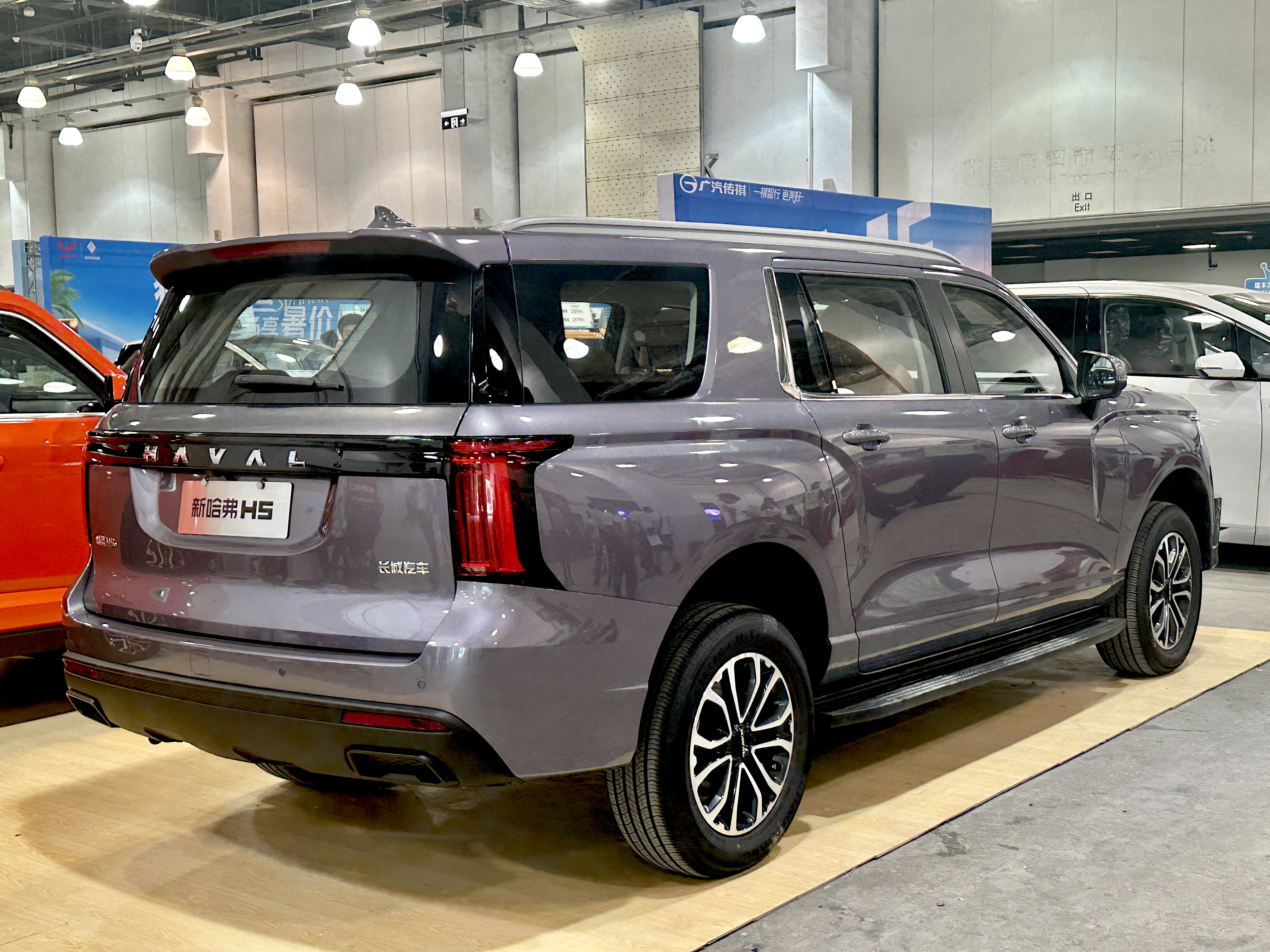
Heckansicht
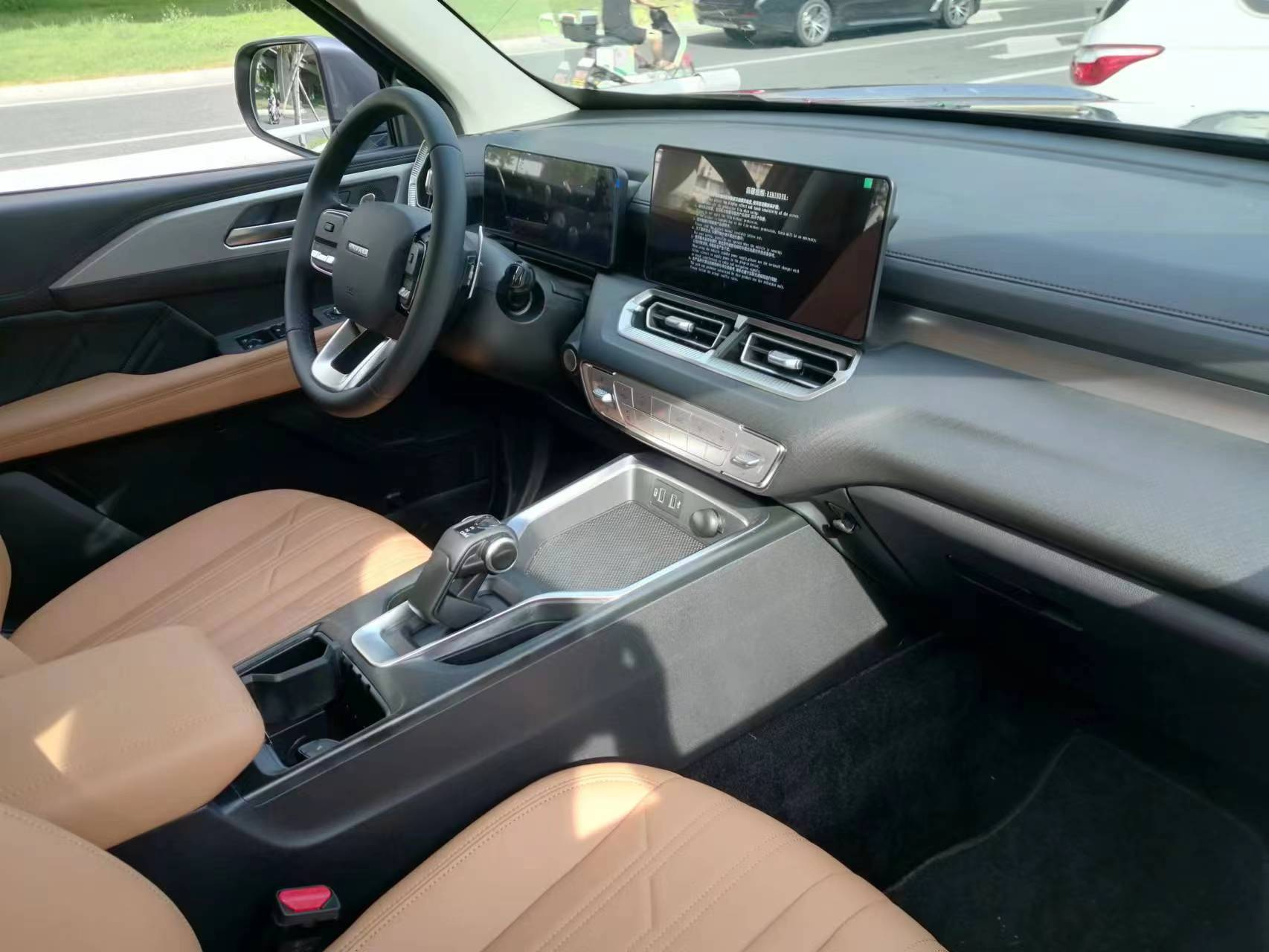
Innenansicht

### Antrieb
Erneut ist für den H5 ein Dieselmotor verfügbar. Die andere Motorisierung ist ein Ottomotor in zwei Leistungsstufen. Optional gibt es wieder Allradantrieb.

#### Technische Daten
|                                             | 2.0T                        | 2.0T                       | 2.0T Diesel                  |
| Bauzeitraum                                 | 08/2023–03/2025             | seit 08/2023               | seit 08/2023                 |
| Motorkenndaten                              |                             |                            |                              |
| Motortyp                                    | R4-Ottomotor                | R4-Ottomotor               | R4-Dieselmotor               |
| Hubraum                                     | 1967 cm³                    | 1967 cm³                   | 1996 cm³                     |
| max. Leistung bei min−1                     | 140 kW (190 PS) / 4000–5500 | 160 kW (218 PS) / 5500     | 120 kW (163 PS) / 3600       |
| max. Drehmoment bei min−1                   | 360 Nm / 1800–3600          | 380 Nm / 1800–3600         | 360 Nm / 1400–3000           |
| Kraftübertragung                            |                             |                            |                              |
| Antrieb, serienmäßig                        | Hinterradantrieb            | Hinterradantrieb           | Allradantrieb                |
| Antrieb, optional                           | —                           | (Allradantrieb)            | —                            |
| Getriebe, serienmäßig                       | 6-Gang-Schaltgetriebe       | 8-Stufen-Automatikgetriebe | 6-Gang-Schaltgetriebe        |
| Getriebe, optional                          | —                           | —                          | [8-Stufen-Automatikgetriebe] |
| Messwerte                                   |                             |                            |                              |
| Höchstgeschwindigkeit                       | 170 km/h                    | 170 km/h (170 km/h)        | 165 km/h [165 km/h]          |
| Beschleunigung, 0–100 km/h                  | k. A.                       | k. A.                      | k. A.                        |
| Kraftstoffverbrauch auf 100 km (kombiniert) | 9,5 l Super                 | 9,6 l Super [10,3 l Super] | 8,8 l Diesel [9,0 l Diesel]  |